# Willie Woodburn
William 'Willie' Woodburn (8 d'agost de 1919 - 2 de desembre de 2001) fou un futbolista escocès de la dècada de 1940.
Fou internacional amb la selecció d'Escòcia i amb la selecció de la lliga escocesa. Pel que fa a clubs, defensà els colors del Rangers FC.